# Johannes Bach (Oberamtmann)
Johannes Bach (* 3. März 1791 in Nußloch; † nach 1849 in Gaggenau) war ein deutscher Jurist und Kommunalpolitiker.

## Lebenslauf
Johannes Bach wurde 1791 in Nußloch geboren. Das Studium der Rechtswissenschaften schloss er 1812 mit der juristischen Prüfung ab und arbeitete danach in Schwetzingen als Rechtspraktikant. 1815/16 folgte eine Stelle als Aktuar in Wiesloch und von 1816 bis 1818 war er als Verweser des Amtsassessors in Brühl tätig. 1819 wurde er selbst Assessor in Brühl und ab 1823 bis 1830 Amtmann. 1830 wechselte er zum Bezirksamt Tauberbischofsheim und war dort bis 1830 Amtmann und Amtsvorstand, vergleichbar mit einem heutigen Landrat. 1833 wechselte Bach wiederum nach Achern, wo er zunächst als Amtsvorstand und seit 1835 als Oberamtmann arbeitete. 1849 trat er in den Ruhestand.

## Auszeichnungen
- 1844, Ritter-Orden vom Zähringer Löwen[1]